# Ephedra regeliana
Ephedra regeliana — вид голонасінних рослин класу гнетоподібних.

## Поширення, екологія
Країни поширення: Афганістан; Китай (Сіньцзян); Казахстан; Киргизстан; Пакистан; Росія (Алтайський край, Тува); Таджикистан; Узбекистан. Записаний від 700 м до 4000 м. Чагарник, який зростає в напівпустельних і степових місцях, на гірських схилах, скелястих гравійних областях, серед гальки сухих русел річок і піщаних ділянках. Цвіте з червня по липень.

## Використання
Стебла більшості членів цього роду містять алкалоїд ефедрин і відіграють важливу роль в лікуванні астми та багатьох інших захворювань дихальної системи.

## Загрози та охорона
Немає серйозних загроз в даний час. Зразки були зібрані для збереження в рамках Проекту банку насіння тисячоліття. Деякі колекції цього виду, як відомо, були зроблені в заповідних зонах.
| Шишки секвоядендрону | Це незавершена стаття про голонасінні. Ви можете допомогти проєкту, виправивши або дописавши її. |